# Анаксибия (дочь Плисфена)
Анаксибия (др.-греч. Ἀναξίβια) — персонаж древнегреческой мифологии.
Анаксибия, согласно ряду античных источников, была дочерью Плисфена, сестрой Агамемнона и Менелая. По отцовской линии была внучкой Атрея. Матерью Анаксибии различные источники называли Аэропу, Клеоллу и Эрифилу. Жена фокидского царя Строфия и мать Пилада.
Немецкий историк Конрад Вернике сопоставил данные из нескольких античных источников. Евстафий Солунский в комментариях к «Илиаде» писал, что женой Нестора была сестра Агамемнона. Псевдо-Аполлодор указал «Нестор женился на Анаксибии, дочери Кратиея». Учитывая, что нигде больше Кратией не упоминается, возможно речь идёт о созвучном Атриде, то есть сыне Атрея. Таким образом первым мужем Анаксибии в древнегреческих мифах мог быть Нестор, а вторым — фокидский царь Строфий.
После гибели Агамемнона Анаксибия со Строфием приютили его сына Ореста, который рос с их ребёнком Пиладом.
В ряде источников жену Строфия, сестру Агамемнона, которая приютила Ореста называют Астиохой и Кидрагорой.